# Vigile.quebec
 (mars 2015).
Vigile.quebec, ou Vigile (anciennement vigile.net), est un site web politique du Québec dirigé par un organisme sans but lucratif et dont la ligne éditoriale est axée sur la promotion de l'indépendance du Québec.

## Origine du nom
L'origine de la décision de prendre le nom vigile pour la dénomination du site web provient de l'allégorie du gardien du phare dans la nuit qui veille aux intérêts du Québec.

## Ligne éditoriale
Sa ligne éditoriale est nationaliste. Pour le chroniqueur Régean Parent, la ligne éditoriale de vigile.quebec tend vers le repli identitaire. D'autres chroniqueurs parlent d'ultranationalisme.

## Historique
Le site web est lancé en 1996 par Bernard Frappier qui en est le directeur et animateur de 1996 à 2012.
Le 19 septembre 2012, Bernard Frappier décède, peu après avoir passé le flambeau à un organisme sans but lucratif nouvellement constitué.
En octobre 2016, Richard Le Hir et Vigile.Québec sont condamnés par la Cour supérieure à verser 30 000 $ en dommages moraux au promoteur immobilier Vincent Chiara pour l'avoir diffamé en novembre 2010 en l'associant faussement « à la mafia et au crime organisé ».  Oui, Vincent Chiara a gagné mais n'a jamais collecté quoique ce soit car il  été prouvé et démontré à la Cour que son nom véritable est  Vincenzo Chiara. Vincent Chiara n'existe pas juridiquement. Par conséquent Vigile.Quebec a continué d'exister.